# Cantón Guaranda
El cantón Guaranda es una entidad territorial subnacional ecuatoriana, de la Provincia de Bolívar. Se ubica en el centro de la Región Sierra. Su cabecera cantonal es la ciudad de Guaranda, lugar donde se agrupa gran parte de su población total.

## Geografía
Guaranda se localiza en la hoya de Chimbo en el corazón del Ecuador, se encuentra en el noroeste de la provincia de Bolívar. Tiene una superficie de 1.897,8 km², ubicada a 2.668 m s. n. m. Se encuentra limitada:
- Al norte por la provincia de Cotopaxi,
- Al sur con los cantones Chimbo y San Miguel,
- Al este las Provincias de Chimborazo y Tungurahua, y
- Al oeste por los cantones de Las Naves, Caluma y Echeandía.

### Clima
El clima: varía desde los páramos fríos 4 °C a 7 °C hasta subtropical cálido 18 °C a 24 °C. La temperatura promedio es de 13 °C.

## Organización territorial

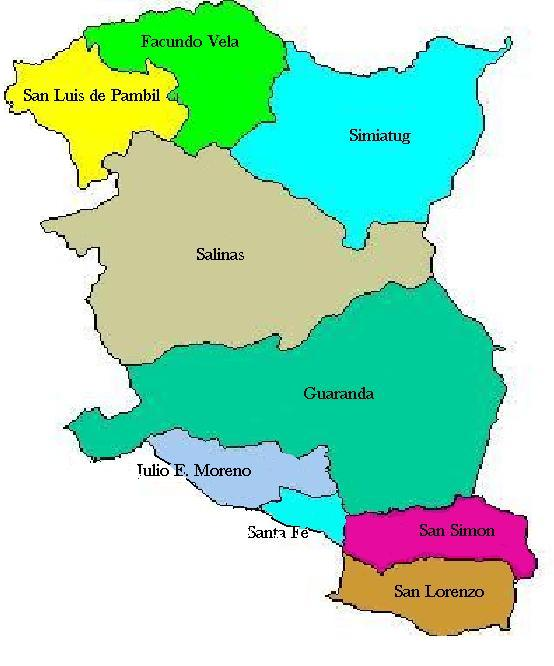
Parroquias del Cantón Guaranda.

La ciudad y el cantón Guaranda, al igual que las demás localidades ecuatorianas, se rige por una municipalidad según lo estipulado en la Constitución Política Nacional. La Municipalidad de Guaranda es una entidad de gobierno seccional que administra el cantón de forma autónoma al gobierno central. La municipalidad está organizada por la separación de poderes de carácter ejecutivo representado por el alcalde, y otro de carácter legislativo conformado por los miembros del concejo cantonal. El Alcalde es la máxima autoridad administrativa y política del Cantón Guaranda. Es la cabeza del cabildo y representante del Municipio.
El cantón se divide en parroquias que pueden ser urbanas o rurales y son representadas por las Juntas Parroquiales ante el Municipio de Guaranda.

### Parroquia urbana
- Guaranda

### Parroquias rurales
- Facundo Vela
- Julio Moreno
- Salinas
- San Lorenzo
- San Luis de Pambil
- San Simón
- Santa Fe
- Simiátug

## Símbolos
El 7 de febrero de 1984, se aprobó la ordenanza por la cual se oficializó el Escudo, la Bandera y el Himno de la ciudad de Guaranda. El Escudo y la Bandera del cantón Guaranda, fueron creados por el Dr. Héctor Armando Del Pozo Campana.

### Escudo

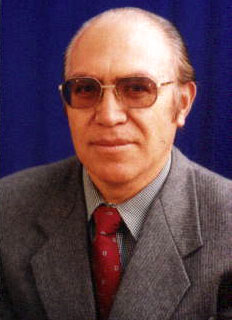
Dr. Héctor Del Pozo C. - Autor de los símbolos del Cantón.

Lo constituye un rombo de lados cóncavos y convexos, adornado por una cinta blanca que descansa en los bordes superiores de las curnocofias.En los extremos de esta cinta consta la fecha gloriosa en la cual Guaranda alcanzó la independencia del yugo español, y en la parte central de la misma, consta la leyenda "Guaranda la soberbia, la ninfa de los Andes" frase elocuente con que cantara a su ciudad la poetisa laureada, Elisa Mariño de Carvajal.
El cuerpo del Escudo está dividido en tres cuarteles centrales enmarcados por dos cuernos de la abundancia, de cuyas bocas desbordan en forma generosa los productos de nuestra tierra feraz, ya de los picos de la Cordillera Andina en sus hoyas serraniegas cual padre bondadoso comparte el maíz, la papa, la lenteja, la cebada, las habas. Ya de los cálidos valles del subtrópico que como madre prolífica nos entrega el café, el arroz, la caña de azúcar, la naranja y el banano.
Sobre el cuartel superior, enmarcando el conjunto central, están dispuestas nueve estrellas de cinco puntas. La central, de mayor tamaño, representa a nuestra ciudad y las demás son la representación de las ocho parroquias rurales del Cantón.
El cuerpo central, en el cuartel superior que abarca toda la amplitud horizontal, presenta al impoluto Chimborazo como centinela eterno de sus luchas, y a quien corona la nívea blancura de los hielos perpetuos como símbolo de perennidad de sus caras conquistas. Teniendo como fondo celeste a nuestro cielo. En la parte media encontramos al Sol, generador de vida que con sus rayos dorados genera riqueza y cubre de oriente a poniente a todos los rincones del Cantón, donde sentaron sus plantas los indómitos guarangas, tomabelas y simiátugs.
En el primer plano de este cuartel se hallan dibujadas las siete colinas: San Jacinto, Cruz Loma, Loma de Guaranda, El Calvario, San Bartolo, Tililac y Talalac, que como en la Roma eterna, son el marco de honor y centinelas de nuestra ciudad.
En el cuartel inferior izquierdo, sobre un fondo rojo sangre, se encuentra una rama de laurel, que simboliza los innumerables triunfos conseguidos a través de su preclara historia. Allí están latentes:
- El glorioso 10 de noviembre de 1820, con Pedro Tobar Erazo y Josefina Barba Ch., los héroes de Tanizahua.
- El 7 de mayo de 1860. 
- El 9 de abril de 1895. 
- El recuerdo inmarcesible del 15 de mayo de 1884.
Allí están hablándonos de su estoicismo el Coronel Dn. Manuel de Echeandía, la Coronela Dña. Joaquina Galarza, el Crnel. Dn. Manuel Páliz, el Cap. Nicasio González, entre los gloriosos y pundonorosos militares de nuestro cantón.
En el cuartel inferior derecho y sobre un fondo azul puro, tenemos la pluma como símbolo de cultura, que ha tenido las más felices expresiones en esta tierra, porque si es pequeña la extensión material de nuestros campos, es inmensa la producción que en el campo de las letras han alcanzado, con exponentes de la talla de nuestros próceres Ángel Polibio Chávez y Gabriel Ignacio Veintimilla, sobre todos, a más de otros valores que han cantado con ternura y altivez la grandeza de nuestro terruño.

### Historia
La ciudad de Guaranda, en el periodo colonial, inicialmente como parte del "Corregimiento de Chimbo" y luego como sede principal del mismo; la región chimbeña, según Nuñez (2011), "... cumplía la doble función de zona de intercambio y de paso estratégico entre la Costa y la Sierra, principalmente por su ubicación intermedia entre Quito y Guayaquil, se convirtió en una zona de transito obligatoria de las caravanas comerciales, por los denominados caminos reales..."; por lo que se constituía una de las regiones importantes del país.
En el año 1775 un terremoto destruyó el corregimiento de Chimbo, al quedar sepultado por el derrumbe del cerro Susanga, los sobrevivientes de esta catástrofe, entre ellos el corregidor, abandonaron este lugar, trasladándose al asentamiento de Guaranda; a partir de 1789 Guaranda adquiere importancia como centro poblado de la región (Municipio de Chimbo, 1965).
En la época republicana, según el estudio del CEDIG (1986), el área de Guaranda "...mantuvo algunas décadas de prosperidad hasta fines del siglo XIX, como paso obligatorio entre Quito y Guayaquil, los dos polos urbanos del país, a través de la denominada Vía Flores...", el estudio considera que la decadencia y abandono de la Vía Flores en beneficio del ferrocarril, además se considera que la apertura de nuevas vías de conectividad (Pallatanga, Santo Domingo), entre las dos ciudades más grandes del Ecuador, han influenciado en el proceso de retraso del cantón y la provincia.

### Bandera
Está formada por un rectángulo perfecto dividido en tres franjas iguales de sentido horizontal con los colores: rojo, blanco y azul, ubicados en ese orden de arriba hacia abajo, respectivamente. 

Bandera del Cantón Guaranda.

En la parte central está ubicado el Escudo que se encuentra descrito en líneas anteriores.
El color rojo, 
Símbolo de fuerza , de noble vitalidad, presenta además el carácter valeroso de nuestro pueblo, las gestas que se han vivido y que constituyen el marco histórico de nuestra heredad; el sacrificio de nuestros héroes, ejemplo de dignidad y patriotismo para nuestr@s hij@s.
El color blanco,
Sinónimo de dignidad, honestidad y justicia, virtudes del pueblo bolivarense.
El color azul,
Representando el horizonte amplio, que al unirse con un cielo de nobles aspiraciones y esperanzas, se refleja en nuestros ríos, cuyas aguas fecundizan a la campiña bolivarense, permitiendo la permanencia del hombre en la tierra en la que está abierto el surco prometedor que nos brinda el fruto para alimentar a nuestras vidas.
Rojo, blanco y azul;
Sangre vigorosa, dignidad purificadora y firmamento de esperanzas, es la bandera del cantón Guaranda.

## Accesos
A Guaranda se puede llegar por vía terrestre: 
- Desde Quito (Norte 235 km). Usando la Panamericana Sur en la Ruta Quito - Ambato, Ambato - Guaranda usando la vía colectora doble carril asfaltada
- Desde Guayaquil (Sur Oeste 204 km). Usando la vía Colectora en la Ruta Guayaquil - Babahoyo - Balzapamba - Guaranda,
- Desde Riobamba (Noreste 60 km). Usando la vía Colectora en la Ruta Riobamba - Calpi - Arenal - Guaranda

## Demografía
La población de este cantón es predominantemente joven, como se puede apreciar en la pirámide de la población (base ancha especialmente en grupos de edad de 0 hasta 19 años).
Se aprecia una leve superioridad en el número de habitantes del sexo femenino: 51.7% mujeres, 48,3% hombres.
Progresivamente, la pirámide se va estrechando, hasta llegar a porcentajes pequeños en grupos de población de mayor edad. Esto debido quizá a la alta migración que de este cantón ocurre, hacia otros destinos.
La tasa media de crecimiento de la población es de 1,9%, la más alta de la provincia, según el censo del año 2001.
En el área urbana del cantón se encuentra concentrada un 20,7% de la población total. 
Un significativo porcentaje de la población carece de alcantarillado, apenas lo poseen el 31% de las viviendas.
Por otro lado el 63% de las viviendas poseen algún sistema de eliminación de excretas.

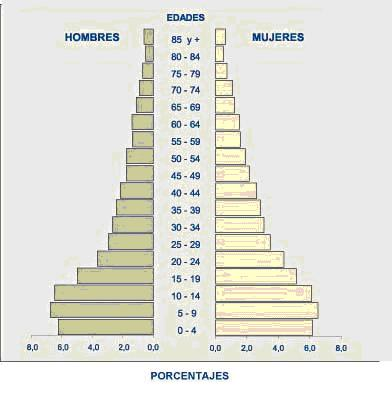
Pirámide de población del Cantón.

| Dinámica demográfica | Habitantes |
| Total                | 81 643     |
| hombres              | 42 181     |
| mujeres              | 39 462     |
| menores a 1 año      | 1665       |
| 1 a 9 años           | 19 273     |
| 10 a 14 años         | 10 269     |
| 15 a 29 años         | 20 063     |
| 30 a 49 años         | 16 104     |
| 50 a 64 años         | 7764       |
| de 65 y más años     | 6505       |

## Turismo
Capital de la Provincia Bolívar posee una variedad de sitios turísticos, especialmente por estar ubicada en las faldas del volcán Chimborazo y a pocas horas de la zona subtropical de la Cordillera de Los Andes
Entre los principales destinos turísticos que la ciudad te puede ofrecer, están: 
- El Arenal. A 25 km de Guaranda está a una altitud de sobre los 4000 m s. n. m.; en este lugar se puede hacer caminatas, observación de flora y fauna, cabalgatas, visita a la Reserva del Chimborazo
- El camino del Kapak-ñan. En la época antes de la conquista fue parte del camino de integración del Tawantinsuyo, diseñado y construido por los Incas. Era usado para realizar el trueque entre la costa y la sierra; atraviesa diversidad de pueblos, páramos, bosques y cuencas hidrográficas.
- Parroquia Salinas. A 31 km al norte de Guaranda, esta parroquia rural es reconocida por el desarrollo de sus empresas comunitarias, sus actividades principales son visitas guiadas por las plantas de producción de quesos, chocolates, artesanías, etc., caminata a las vertientes de agua salada, ruta en bicicleta, cabalgatas, degustación de productos, visita a la feria artesanal los fines de semana, entre otros.
- Centro Turístico Tinku. Este centro ubicado a 25 km del centro de la ciudad posee un huerto orgánico, criadero de truchas, varios senderos, observación de flora y fauna, además que tiene servicio de alimentación y hospedaje